# 道の駅夕陽が丘そとめ
道の駅夕陽が丘そとめ（みちのえき ゆうひがおかそとめ）は、長崎県長崎市東出津町にある国道202号の道の駅である。
その名の通り、角力灘の夕日の絶景が見られるポイントに位置している。

## 施設
- 駐車場：76台
  - 普通車：71台
  - 大型車：3台
  - 身障者用：2台
- トイレ
  - 男：大 3器（2器）、小 5器（3器）
  - 女：6器（4器）
  - 身障者用：2器（1器）

※（）内は、24時間利用可能
- 公衆FAX
- 公衆電話
- レストラン
- おみやげ屋（ド・ロ様そうめん、かんころもち、ぶどう、棚田米、ゆうこう（果実）などの販売）
- 無料休憩所
- 公園

## 休館日
- 1月1日 - 1月3日

## アクセス
- 国道202号 - 登録路線

## 周辺
- 遠藤周作文学館